# The Beat Goes On (Sonny & Cher)
The Beat Goes On è il terzo singolo estratto dall'album del 1967, In Case You're in Love, della coppia Sonny & Cher e scritto da Sonny Bono.

## Descrizione
La base musicale per la canzone è stata registrata utilizzando il famoso gruppo di musicisti di Los Angeles che ora sono collettivamente noti come "The Wrecking Crew". Gli arrangiamenti sono accreditati a Harold Battiste, ma il bassista del gruppo Carol Kaye afferma che durante la sessione ha suonato il giro di basso definitivo che è presente nella registrazione finale, sostituendo quella preparata precedentemente.
La canzone fu cantata al funerale di Sonny Bono e sulla sua lapide è incisa proprio il titolo del brano.

## Tracce
Lato A
1. The Beat Goes On – 3:18

Lato B
1. Love Don't Come – 3:05

## Esibizioni
Sonny e Cher hanno eseguito la canzone molte volte sia durante gli spettacoli televisivi sia nei loro concerti dal vivo. La canzone è stata inclusa nei montaggi video chiamati "Sonny e Cher" durante i due tour di Cher Do You Believe? Tour e il Living Proof: The Farewell Tour. Cher ha eseguito inoltre la canzone dal vivo (assieme alla voce di Sonny) durante gli show di successo Cher at the Colosseum e nel tour del 2014 Dressed to Kill Tour.

## Classifiche

### Classifica settimanale
| Paese (1967)             | Posizione massima |
| ------------------------ | ----------------- |
| Australia                | 14                |
| Belgio                   | 5                 |
| Canadian RPM Top Singles | 9                 |
| Paesi Bassi              | 8                 |
| Francia                  | 15                |
| Germania                 | 24                |
| Stati Uniti              | 29                |
| Stati Uniti Billboard    | 6                 |
| Stati Uniti top 100      | 7                 |

### Classifica di fine anno
| Paese (1967)          | Posizione massima |
| --------------------- | ----------------- |
| Canada                | 82                |
| Paesi Bassi           | 64                |
| Stati Uniti Billboard | 83                |

## Cover
Molti artisti hanno realizzato una cover del brano.
Fra le tante rivisitaziono si ricordano quella della band inglese Strange Cruise, che la incluse nel loro album omonimo del 1986, quella del gruppo elettronico All Seeing I nel 1998 e capace di farlo arrivare alla numero 11 della charts dei singoli, e la cover, prodotta da quest'ultimi, cantata da Britney Spears e inserita nel suo album di debutto ...Baby One More Time.
Si ricordano anche una versione del 2008 cantata dal gruppo acid jazz francese Le Cercle e inclusa del loro album Magnetic e una del 2011 della cantante jazz canadese Emilie-Claire Barlow inclusa nel suo album omonimo e nominata nella categoria "Vocal Jazz Album of the Year" ai Juno Awards del 2011.